# 作部
作部，魏晋南北朝时官府手工业机构，是制作军器等物的作坊。
晋朝时，作部属少府管领，征发百工和刑徒犯人进行劳动。晋将孟干被孙吴陶璜所擒，孟干是蜀人，会制作侧竹弩，被留在作部。南朝除了中央设置作部外，各州也设置作部制造各种手工业品。南朝宋以相府作部配台为左尚方，掌管制造军器。南朝齐时，荆州作部每年向朝中送数千人仗，曾被沈攸之截留，装成战舰数千艘。